# Deflorita argentata
Deflorita argentata är en insektsart som beskrevs av Sigfrid Ingrisch 1998. Deflorita argentata ingår i släktet Deflorita och familjen vårtbitare. Inga underarter finns listade i Catalogue of Life.